# Gehänge (Seilbahn)

Gehänge bei einer Pendelseilbahn

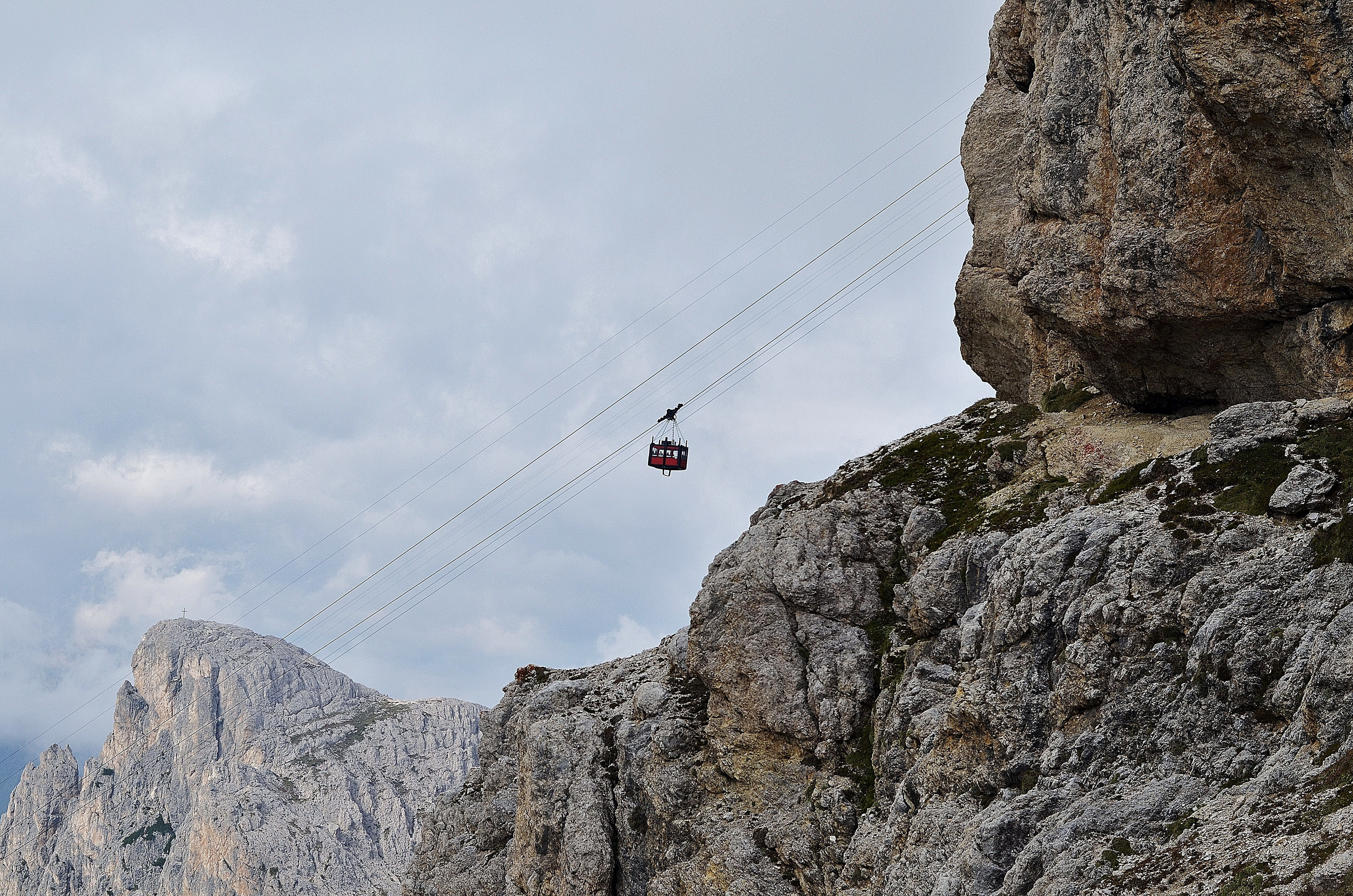
Lagazuoi-Seilbahn

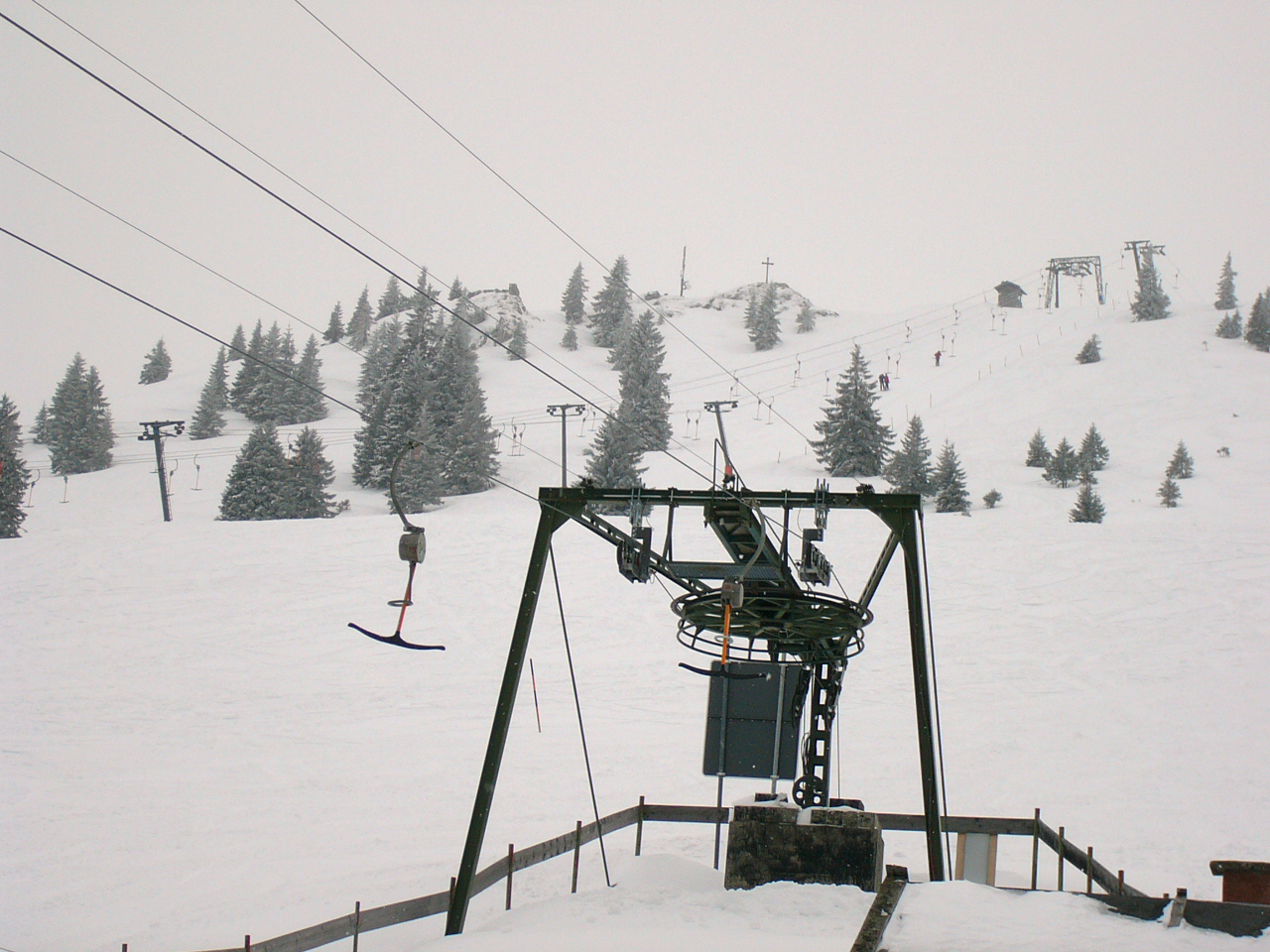
Klemmen, asymmetrisches Gehänge, Einziehvorrichtung und Bügel eines Schleppliftes

Als Gehänge wird bei einer Seilbahnanlage eine – von der Seite gesehen – asymmetrische Stahlkonstruktion verstanden, mit welcher das Fahrbetriebsmittel bzw. die Last mit dem Laufwerk bzw. der Klemme und damit auf dem Tragseil fährt oder am Förderseil befestigt ist.

## Name
Der Name Gehänge kommt von hängen und meint damit das herabhängen. Ursprünglich war damit vor allem Zierrat (z. B. Ohrgehänge) am Körper und Waffen an der Kleidung (z. B. am Gürtel) gemeint.

## Form und Ausführung
Die asymmetrische Form des Gehänges bei einer Seilbahnanlage ist erforderlich, damit das Gehänge die Seilbahnstützen seitlich mit sicherem Abstand passieren kann und auch eine Querpendelung nicht zum Einhängen oder Streifen des Gehänges an der Stützenkonstruktion führt. Bei Pendelbahnen ohne Stützen kann das Gehänge eine symmetrische Form haben oder die Tragseile ganz umfassen (siehe z. B. Masadabahn). Das Gehänge muss nicht aus einer stabilen, verwindungsfreien Konstruktion bestehen, sondern kann auch ganz oder teilweise nur aus Stahlseilen oder Ketten gefertigt sein (vor allem bei Materialseilbahnen), siehe auch die Lagazuoi-Seilbahn (ital.: Funivia del Lagazuoi).
An einem großen Gehänge, z. B. bei einer Pendelseilbahn (siehe z. B.: Klein Matterhorn), kann am Gehänge auch eine Leiter angebracht sein, um dem Seilbahnpersonal den Aufstieg vom Kabinendach zum Laufwerk zu ermöglichen.
Bei einigen Seilbahntypen (z. B. der Pendelbahn) dient das Gehänge auch der Befestigung des Zug- und Gegenseils bzw. des Förderseils, durch welches das Laufwerk, das Gehänge und das Fahrbetriebsmittel bewegt werden.
Als Lastgehänge wird bei Seilbahnen das Gehänge bezeichnet, das keine Kabine etc. trägt, sondern direkt die Last daran befestigt wird. Hebezeuge (z. B. Seilwinden) sind dabei Teil des Gehänges und nicht des Fahrbetriebsmittels / der Last.
Bei Schleppliften wird umgangssprachlich der Begriff Gehänge (Schleppgehänge) teilweise nur auf die Einziehvorrichtung (auch: Einzugapparat) bezogen, die Gehängestange (auch: Gehängerohr) mit dem Gehängekopf wird dann getrennt betrachtet. Die Schleppbügel (Langbügler, Kurzbügler, Teller) werden als Fahrbetriebsmittel davon in jedem Fall unterschieden und gehören nicht zum Gehänge.
Beim Sessellift endet das Gehänge am oberen Befestigungspunkt des Sessels.
Beim Funifor besteht ein außerordentlich kurzes Gehänge zum Fahrbetriebsmittel, wo durch kompakte, flache Stationsbauten möglich sind.

## Überprüfung
Der Übergang von der Gehängestange/Gehängekonstruktion zum Laufwerk bzw. zur Förderseilklemme ist der Gehängekopf, der erheblichen Belastungen in jede Richtungen ausgesetzt ist und daher, wie z. B. ein Gehängebolzen, bei der Überprüfung besonders zu beachten ist.